# Behnoosh Tabatabayi
Behnoosh Tabatabayi (en persan : بهنوش طباطبایی) (née le 17 mai 1981  à Téhéran) est une actrice iranienne.

## Biographie
Titulaire d'une licence en informatique, Behnoosh Tabatabayi a également fait des études de cinéma à L'académie des Beaux-Arts de l'Université de Téhéran.

## Filmographie

### Cinéma
- 2006 : La Passion de Mademoiselle
- 2006 : Kalagh Par' de Sharam Shah Hosseini
- 2008 : Majnoone leyli de Ghasem Jafari
- 2010 : Autoroute
- 2012 : L'Histoire de l'amour de mon père
- 2014 : Dayere ye Davood de Siamak Kashif Azar

### Télévision

#### Séries télévisées
- Passagère de l'Inde
- l'Amour perdu
- Cocons de vol
- Nouvelle mariée

#### Téléfilms
- Comme une mère
- L'Histoire de Simin
- Des mains regardent
- Le Rapport d'une exécution

### Théâtre
- Nuages derrière le larynx
- Cendrillon
- Démonstration
- Histoire d'un escalier